# د. كرايغ إيتشيسون
د. كرايغ إيتشيسون هو ضابط كندي، ولد في 4 يونيو 1968 في لندن في كندا.